# Кудрявцева, Ирина Игоревна
Ирина Игоревна Кудрявцева (в девичестве — Солонцова; род. 9 февраля 1937, Москва) — советская легкоатлетка, специализировавшаяся на толкании ядра и метании диска. Мастер спорта СССР международного класса.
Педагог по образованию. Начала заниматься лёгкой атлетикой в 1955 году. Представляла общество «Динамо». Тренировалась под руководством Отто Григалка.
Дважды брала серебро на чемпионатах СССР в толкании ядра (1968, 1969). Бронзы удостаивалась на чемпионатах 1965 года в метании диска и 1967 года в толкании ядра.
Входила в состав сборной СССР. На чемпионате Европы по лёгкой атлетике на открытом воздухе в 1969 году в Афинах стала седьмой, а на континентальном первенстве следующего года в Вене — четвёртой.
В ходе матчей СССР — США завоёвывала золото 1970 и серебро 1969 года. Победительница турнира на приз газеты «Народна младеж» в Болгарии (1970).
Участница Олимпийских игр 1968 года в Мехико (9 место).
Личный рекорд в толкании ядра — 18,18 метра (установлен 20 августа 1970 года в Москве); в метании диска — 60,70 метра (20 апреля 1970 года в Леселидзе). Устанавливала рекорд СССР.